# Embelia minutifolia
Embelia minutifolia är en viveväxtart som beskrevs av Otto Stapf. Embelia minutifolia ingår i släktet Embelia och familjen viveväxter. Inga underarter finns listade i Catalogue of Life.